# Moritz Steinmetz
Moritz Steinmetz (* 27. April 1529 in Görsbach bei Nordhausen in Nordthüringen; † 1. Juli 1584 in Leipzig) war ein deutscher Gelehrter des 16. Jahrhunderts.

## Leben
Er war ein Sohn des Valentin Steinmetz d. Ä. und der Ottilia, geborene Zigler, sein Bruder war Valentin Steinmetz. 1540 wurde er Schüler an der Thomasschule in Leipzig. Zum Wintersemester 1541/42 begann er sein Studium an der Philosophischen Fakultät der Universität Leipzig. 1547 wurde er Baccalaureus der Freien Künste, 1550 Magister der Philosophie. Ab dem Sommersemester 1553 lehrte er als Professor an der Universität Leipzig, zunächst lehrte er lateinische Grammatik, ab dem Sommersemester 1554 Mathematik. 1556 wurde er Dekan der Philosophischen Fakultät. Steinmetz studierte daneben Medizin, 1564 erlangte er hier das Baccalauret, 1577 wurde er zum Lizentiaten der Medizin promoviert. Neben seiner Tätigkeit als Professor an der Universität war er als Apotheker in Leipzig tätig, er übernahm 1559/60 die Apotheke seines Schwiegervaters Johann Ralla. 1580 wurde er erster Präfekt des Leipziger Botanischen Gartens, ein Amt, das nach seinem Tode sein ältester Sohn Johann übernahm.
Mit seinem Bruder Valentin beobachtete er den Großen Kometen von 1577. 1582 verfasste er mit seinem Bruder im Auftrag der Universität Leipzig ein Gutachten für den sächsischen Kurfürsten über die Kalenderreform Gregor XIII. 1565 bis 1580 gab er einen Kalender heraus, der dann von seinem Bruder fortgeführt wurde.

## Schriften
- Kurtze Verzeichnis Ethlicher fuernemsten Cometen/ so von Christi Geburt/ bis auff das LVIII. Jar gesehen/ vnd was vornemlich auff einen Jeden erfolget sey. Auch darbey ein Judicium vnd Erklerung/ was der Nechste gesehene Comet/ bedeute vnd drawe. Leipzig 1558
- Logisticae elementa, compendiaria via exposita, cum exemplis utilibus, ad usum puerilis in hac parte institutionis. Accessit explicatio logistices astronomices integrorum et scrupulorum, necessaria ad scientiam motuum. Leipzig 1558 (Digitalisat).
- Arithmeticae Praecepta: In Quaestiones Redacta Cum Exemplis Utilibus, Ut Facilius Discentibus Proponi, Et Ab Iisdem intellegi possint , J. Rhamba, Leipzig 1575 (Digitalisat)
- Euclidis Elementorum geometricorum libri sex, conversi in latinum sermonem a Joach. Camerario, quibus adjectae sunt trium priorum librorum demonstrationes… editae… a Mauritio Steinmetz, J. Steinman, Leipzig 1577.